# Myrcia ouropretoensis
Myrcia ouropretoensis är en myrtenväxtart som beskrevs av Hjalmar Frederik Christian Kiaerskov. Myrcia ouropretoensis ingår i släktet Myrcia och familjen myrtenväxter. Inga underarter finns listade i Catalogue of Life.